# 伊利诺伊大学威拉德机场
伊利诺伊大学威拉德机场（英語：University of Illinois Willard Airport）是由伊利诺伊大学厄巴纳-香槟分校拥有和运营的一个机场，位于伊利诺伊州托洛诺（Tolono, IL）。机场主要服务对象是香槟、厄巴纳城镇群。威拉德机场得名于伊利诺伊大学前校长亚瑟·卡茨·威拉德（Arthur Cutts Willard），它还是伊利诺伊大学航空学院的所在地。

## 历史
机场于1945年10月26日投入使用，其首个定期商业航班始于1954年。在1987年现有航站楼建成之前，机场一直使用1960年竣工的航站楼。到1969年，威拉德机场一度成为了伊利诺伊州第二繁忙的机场在1978年代《航线管制撤销法案》（Airline Deregulation Act）之后，许多航空公司发现区域机场效率低下，遂停止了其业务。
1998年1月28日，美国总统比尔·克林顿曾乘坐空军一号专机降落该机场，前往伊利诺伊大学厄巴纳-香槟分校进行一场演讲。大量记者前来报道相关新闻。不过，在总统活动结束后准备乘机离开时，在专机起飞之前的滑行过程中，由于机场滑行道的设计宽度没有达到当时作为空军一号的波音707客机的要求，专机不幸陷入了泥土中。过了一个多小时，一架型号为VC-137C SAM 26000的空军一号备用飞机才赶到该机场。当晚，许多新闻媒体播报了总统座机被困的视频。

## 航线和目的地
| 航空公司 | 目的地                |
| -------- | --------------------- |
| 美鷹航空 | 芝加哥、达拉斯/沃斯堡 |

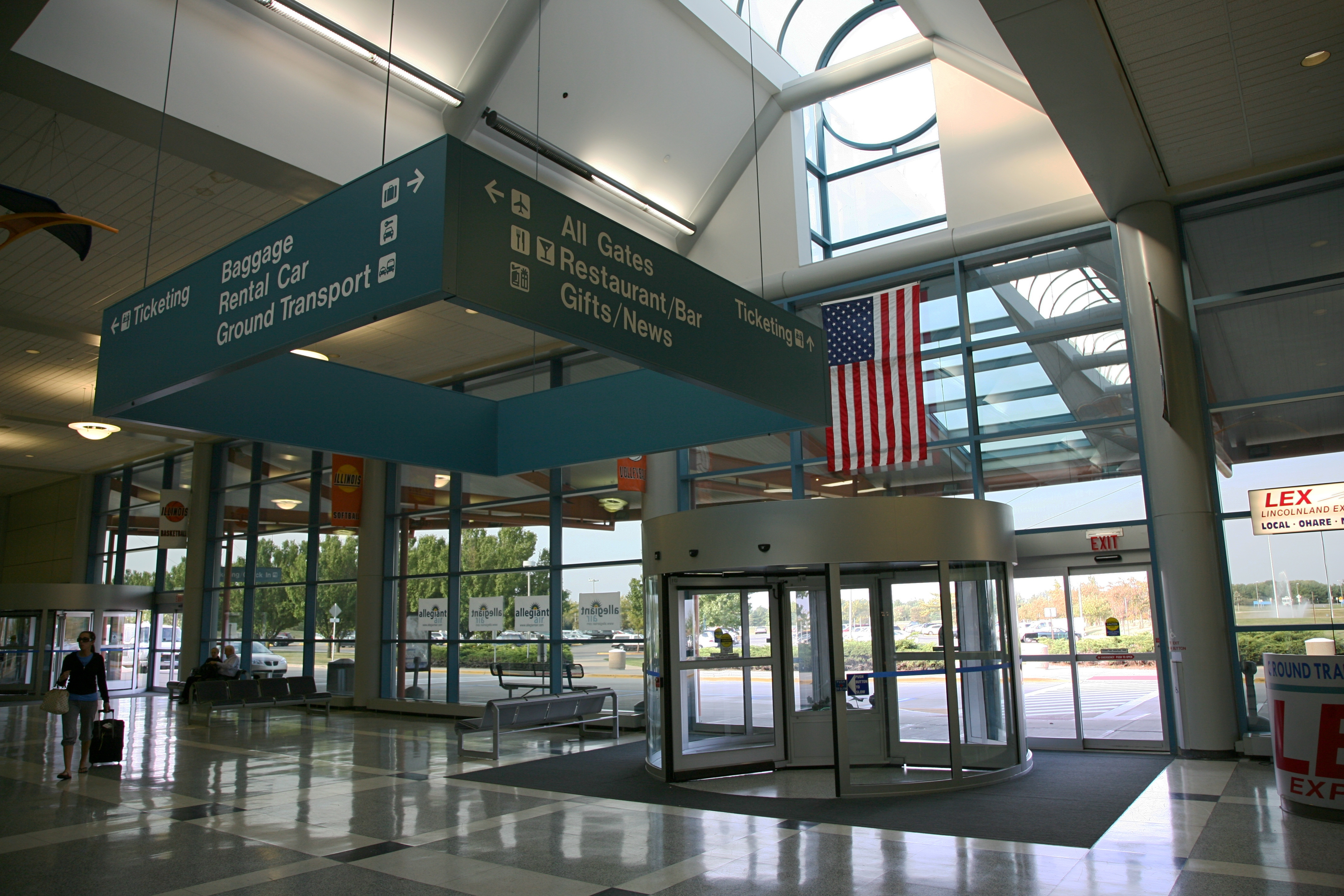
机场航站楼内景

目前，美鹰航空使用50座的ERJ-145系列飞机每日执飞一个往返达拉斯－沃思堡国际机场的航班以及七个往返芝加哥奥黑尔国际机场的航班。
达美航空于2010年8月31日终止了其在威拉德机场的业务。而視野航空也于2012年1月6日终止了其仅维持三周的业务。

## 地面交通
机场提供巴士可以与城际巴士和美铁接驳。机场的航站楼也提供了租车服务。美国国道45号线在香槟以南5英里处与机场相连。距离机场最近的高速公路出入口是57号州际公路的229号出口，它与航站楼相距约4英里。除了卸货区和租车区，机场还拥有一个付费停车场。